# Princess Anne
Princess Anne è una città statunitense dello stato del Maryland, che si trova nella Contea di Somerset, di cui è il capoluogo. Fa parte della Salisbury metropolitan area.
Si trova sul fiume Manokin, che sfocia in un ramo della baia di Chesapeake.
Fondata nel 1733, deve il nome ad Anna di Hannover, principessa reale e principessa di Orange, seconda figlia (prima femmina) di Giorgio II, re d'Inghilterra, e della di lui consorte Carolina di Brandeburgo-Ansbach. È sede di Università.